# Adrian Mariappa
Adrian Mariappa   (Harrow, 3 d'octubre de 1986) és un futbolista jamaicà de la dècada de 2010.
Fou internacional amb la selecció de Jamaica.
Pel que fa a clubs, destacà a Watford FC, Reading FC i Crystal Palace FC.